# Нептун (бриг, 1789)
«Нептун» — 18-пушечный бриг Балтийского флота Российской империи. Состоял на службе в конце XVIII — начале XIX века.

## Описание судна
Длина брига составляла 24,1 м, ширина — 7,7 м. Судно имело 18 пушек-карронад весом по 18 фунтов.

## История службы
Бриг был построен на верфи в Англии и куплен в феврале 1789 года в Ревеле за 4000 фунтов стерлингов. 
Принимал участие в русско-шведской войне 1788—1790 годов. Использовался в качестве крейсерского судна, принимал участие в сражении с отрядом шведской гребной флотилии у полуострова Паркалаут, Ревельском и Выборгском сражениях, а также в преследовании шведского флота после сражений. 
После войны в 1791 и 1797 годах, а также с 1801 по 1809 год находился в практических плаваниях в составе эскадр и отрядов. Зимой 1799—1800 годов подвергся тимберовке в Кронштадте. 
В 1800 году доставил приказы на эскадру вице-адмирала М. К. Макарова в Копенгаген, а 4 (16) мая 1804 года на бриге совершил плавание с острова Вердер на остров Моон и обратно император Александр I со свитой. В 1819 году бриг был разобран в Кронштадте.

## Командиры
Бриг «Нептун» в разное время ходил под командованием следующих капитанов:
- 1789 — А. А. Огильви
- 1790 — С. Г. Скотт
- 1791—1794 — М. Т. Быченский
- 1797 — О. А. Харламов
- 1800 — И. Ф. Крузенштерн
- 1801—1804 — Ф. И. Цац
- 1805—1808 — Г. Мофет
- 1809 — А. Е. Титов